# Discographie détaillée de Burning Spear

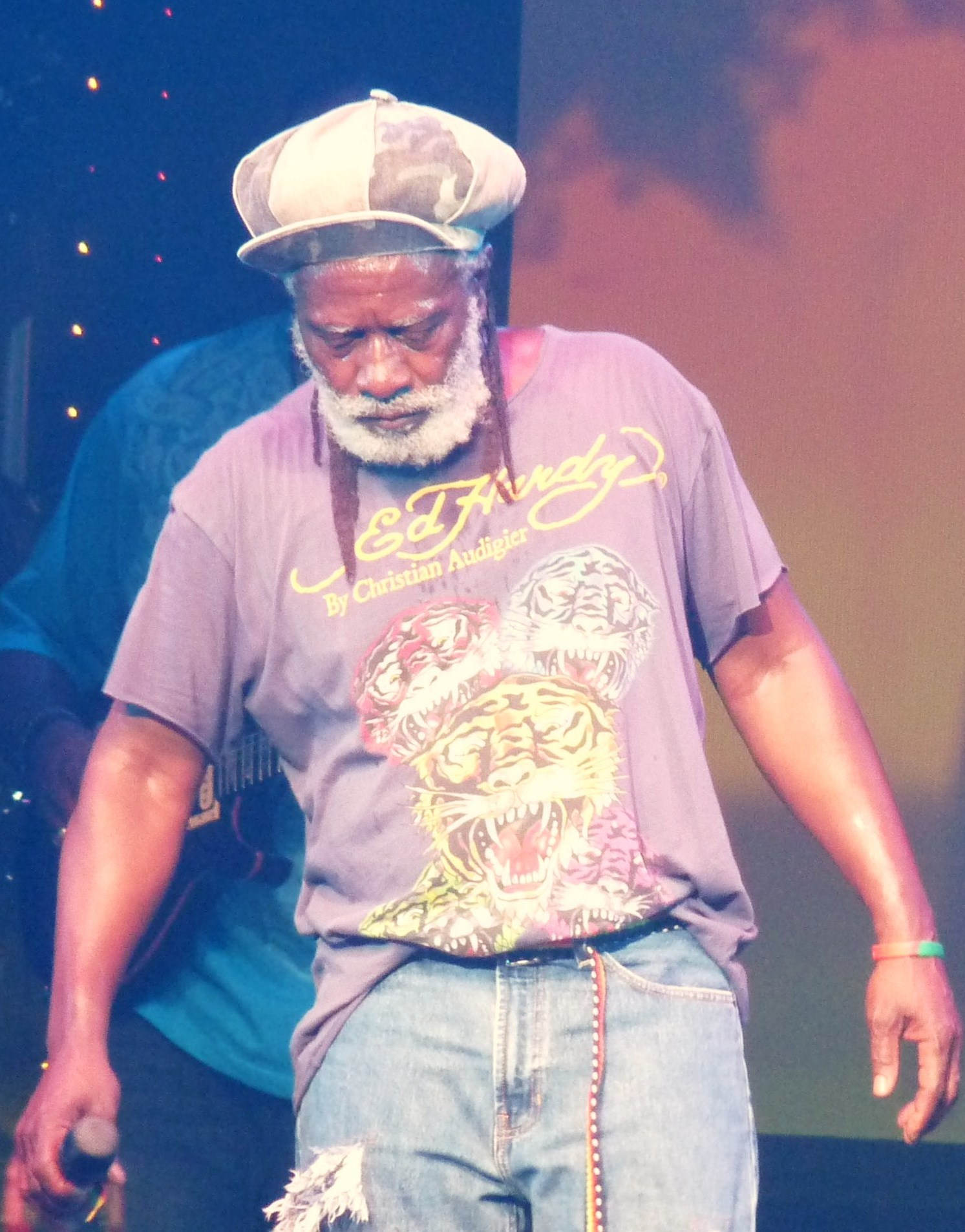
Burning Spear en 2011

Cette page concerne la discographie détaillée de Burning Spear